# Poliția Română
Poliția Română (IGPR — Inspectoratul General al Poliției Române) este forța națională de poliție și principala agenție de aplicare a legii civile din România. Aceasta este subordonată Ministerului Afacerilor Interne și este condusă de un Inspector General cu rang de secretar de stat. 
Ziua Poliției Române este sărbătorită pe data de 25 martie.

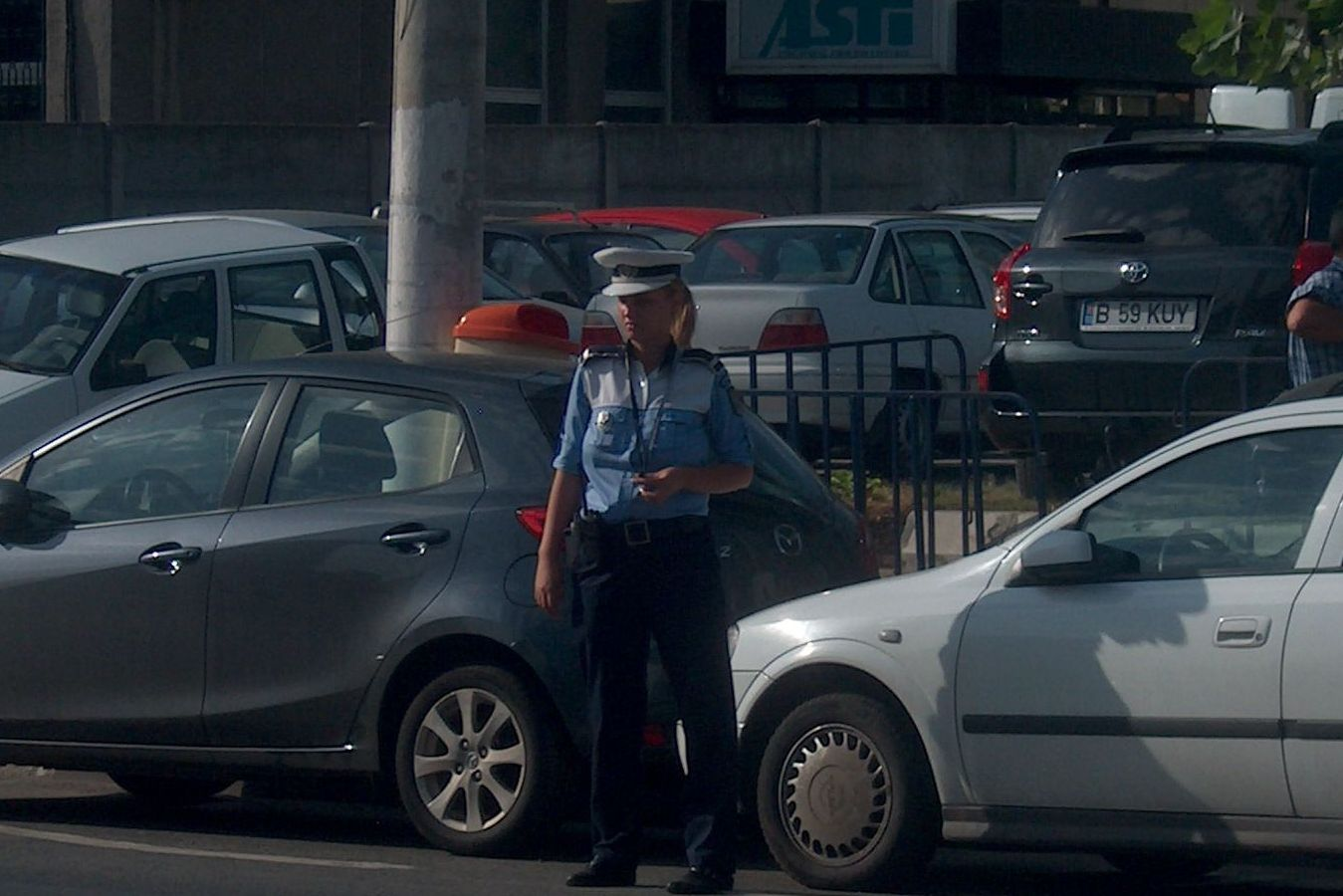
Polițistă în trafic

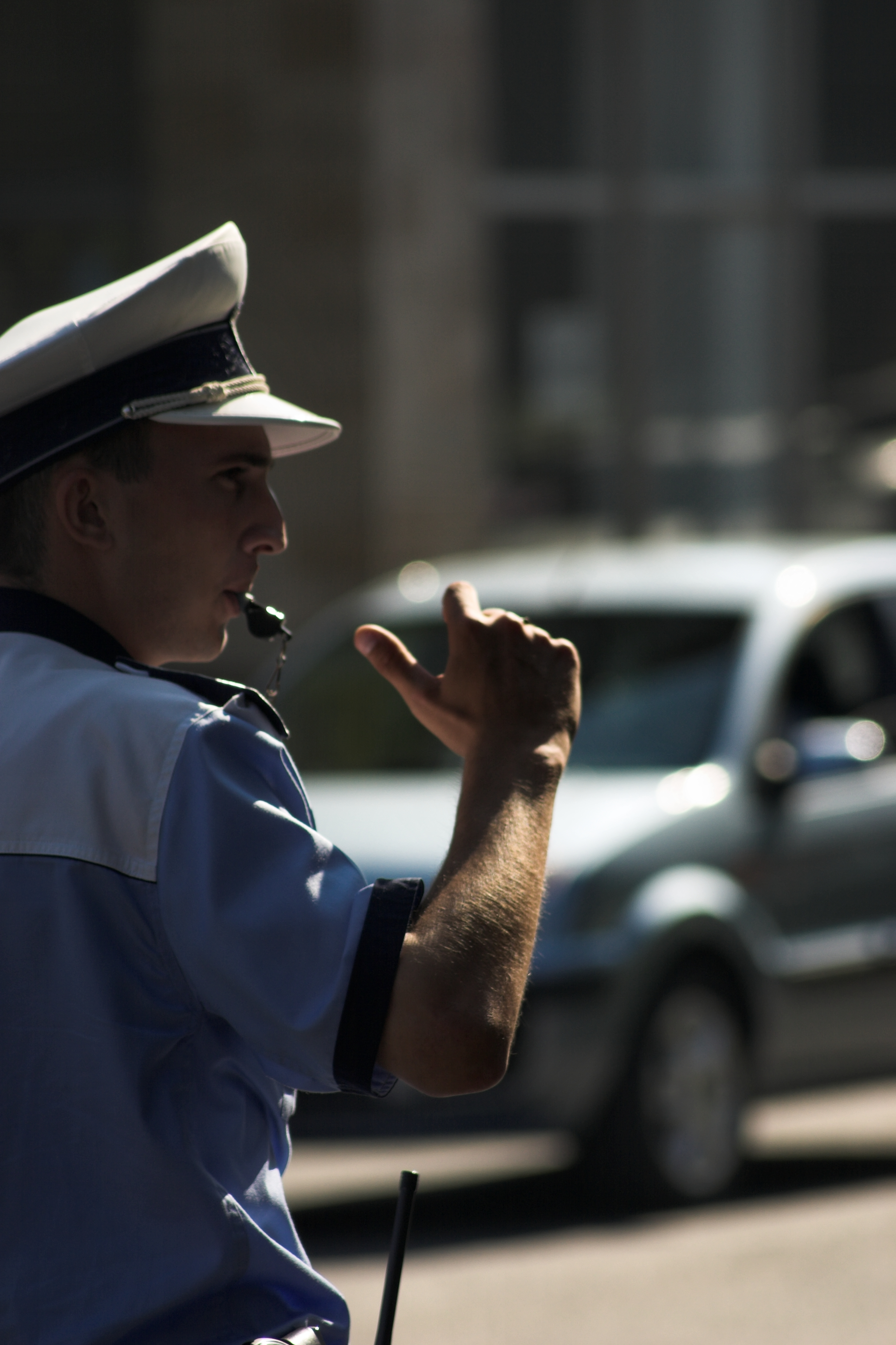
Polițist în trafic

## Istoric
Primele atestări privind Poliția Română datează din vremea lui Neagoe Basarab sau a lui Mihai Viteazul (crearea instituției agiei), continuă cu domnia lui Mihai Suțu (organizarea pazei Capitalei, emiterea primelor acte de identitate și reglementarea portului armelor) iar din 1806, organele de pază și ordine din Capitală primesc denumirea generică de POLIȚIE.
În 1821, Tudor Vladimirescu acorda scutiri de taxe și impozite celor însărcinați să mențină ordinea publică și să apere proprietatea cetățenilor, iar în 1831, prin Regulamentele organice, atribuțiile poliției sunt extinse. În timpul Revoluției de la 1848 are loc reorganizarea poliției, prin apariția instituției șefului poliției Capitalei căruia i se subordonează Guardia municipală.
La 9 iunie 1850, domnitorul Ghica Vodă emite “Cronica polițienească” prin care, în cele 158 de articole, erau reglementate sarcinile “înaltei poliții” și "obișnuitei poliții”, ceea ce a constituit momentul creării primei structuri centrale cu atribuții în organizarea și coordonarea activităților polițienești.
Începând cu Legea de organizare a poliției a lui Alexandru Ioan Cuza (4 noiembrie 1860), urmată de Legea lui Vasile Lascăr (1 aprilie 1903) și de Legea pentru organizarea poliției generale a statului (8 iulie 1929), competențele organelor de poliție sunt extinse, iar raporturile cu celelalte structuri ale statului mult mai bine reglementate.
Prin Decretul nr. 25 din 23 ianuarie 1949 se înființează Miliția, apoi, prin Decretul - Lege nr. 2/27 decembrie 1989 se reînființează Poliția Română ale cărei competențe vor fi reglementate, ulterior, prin Legea nr. 26 din 18 mai 1994 și prin Legea 218 din 23 aprilie 2002.
Din 1990, Poliția Română a cunoscut mai multe etape de transformări menite să asigure siguranța persoanelor, a colectivităților, drepturilor legitime ale cetățenilor, precum și a altor drepturi prevăzute în acte internaționale la care România este parte. Prin Legea nr. 40 din 11 martie 2015, pentru modificarea art.8 din Legea nr. 218 din 23 aprilie 2012, inspectorul general al Poliției Române are rang de secretar de stat. 

### Demilitarizarea poliției
Demilitarizarea poliției a fost cerută încă din 1998 de către unii politicieni.
Procesul a avut loc în anul 2002, fiind un lucru necesar pentru integrarea României în Uniunea Europeană.
În urma acestui proces, profesia de polițist a fost redefinită, ea intrând în nomenclatorul de meserii din România.

## Poliția Română astăzi
Programul și politicile de reformă ale Ministerului Afacerilor Interne au în vedere alinierea Poliției Române la standardele Uniunii Europene, consolidarea ca instituție civilă în folosul persoanei și comunității locale.

## Structură
În conformitate cu Legea nr.360 din 6 iunie 2002 privind Statutul polițistului Arhivat în 17 martie 2008, la Wayback Machine. Poliția Română a fost structurată în două corpuri, a fost demilitarizată, iar gradele militare ale polițiștilor au fost echivalate cu grade profesionale.
- Corpul ofițerilor de poliție (cuprinde ofițeri de poliție cu studii superioare):

| Grad profesional               | Însemn | Echivalent grad militar      |
| ------------------------------ | ------ | ---------------------------- |
| Chestor general de poliție     |        | General (4 stele)            |
| Chestor-șef de poliție         |        | General-locotenent (3 stele) |
| Chestor principal de poliție   |        | General-maior (2 stele)      |
| Chestor de poliție             |        | General de brigadă (1 stea)  |
| Comisar-șef de poliție         |        | Colonel                      |
| Comisar de poliție             |        | Locotenent-colonel           |
| Subcomisar de poliție          |        | Maior                        |
| Inspector principal de poliție |        | Căpitan                      |
| Inspector de poliție           |        | Locotenent                   |
| Subinspector de poliție        |        | Sublocotenent                |

- Corpul agenților de poliție (cuprinde agenți de poliție cu studii liceale sau postliceale cu diplomă):

| Grad profesional               | Însemn | Echivalent grad militar |
| ------------------------------ | ------ | ----------------------- |
| Agent-șef principal de poliție |        | Plutonier adjutant-șef  |
| Agent-șef de poliție           |        | Plutonier adjutant      |
| Agent-șef adjunct de poliție   |        | Plutonier major         |
| Agent principal de poliție     |        | Plutonier               |
| Agent de poliție               |        | Sergent-major           |

În Art. 73 al acestei legi se specifică faptul că: La data intrării în vigoare a prezentei legi gradele militare ale polițiștilor vor fi echivalate cu gradele profesionale, conform pregătirii și studiilor fiecăruia, cu menținerea drepturilor câștigate anterior, după cum urmează:
A. Ofițerii de poliție: 
- a) sublocotenent devine subinspector de poliție;
- b) locotenent devine inspector de poliție;
- c) căpitan devine inspector principal de poliție;
- d) maior devine subcomisar de poliție;
- e) locotenent-colonel devine comisar de poliție;
- f) colonel devine comisar-șef de poliție;
- g) general de brigadă devine chestor de poliție;
- h) general-maior devine chestor principal de poliție;
- i) general-locotenent devine chestor-șef adjunct de poliție;
- j) general devine chestor-șef de poliție.

B. Agenții de poliție: 
- a) maistru militar clasa a IV-a și sergent-major devine agent de poliție;
- b) maistru militar clasa a III-a și plutonier - agent principal de poliție;
- c) maistru militar clasa a II-a și plutonier-major devine agent șef adjunct de poliție;
- d) maistru militar clasa I și plutonier adjutant devine agent șef de poliție;
- e) maistru militar principal și plutonier adjutant-șef devine agent-șef principal de poliție.

Structura organizatorică a Poliției Române este prevăzută cu 59.585 de funcții, dintre care, la sfârșitul anului 2015, erau ocupate 54.378; deficitul de personal fiind de 8,7%. Vârsta
medie a personalului este de 39 ani și 4 luni. În structura personalului sunt 14% femei și 1,25% minorități etnice.

## Departamente
Direcția de Ordine Publică (D.O.P.) este structura de specialitate care coordonează, îndrumă, evaluează și controlează activitățile ce revin Poliției Române pentru menținerea ordinii publice pe teritoriul național în vederea prevenirii și combaterii infracțiunilor și faptelor contravenționale din competență, asigurând, totodată, controlul sistemelor de securitate private.
Obiectivele generale ale Direcției de Ordine Publică sunt creșterea gradului de siguranță al cetățenilor în segmentul stradal, cunoașterea populației prin activitățile specifice poliției de proximitate, creșterea calității intervenției la evenimentele semnalate de către cetățeni, prevenirea și combaterea infracționalității și a altor fapte antisociale, potrivit competenței, asigurarea respectării legalității în domeniul sistemelor de securitate private, prevenirea și combaterea, în limita competențelor, a faptelor ce aduc prejudicii fondului forestier și piscicol, asigurarea unui climat de siguranță în incinta și zona adiacentă unităților de învățământ preuniversitare și universitare.
Direcția de Combatere a Criminalității Organizate (D.C.C.O.) este o unitate specializată din structura Inspectoratului General al Poliției Române.
Direcția are în subordine 15 brigăzi (Brigada de Combatere a Criminalității Organizate — B.C.C.O.) și 27 servicii județene (Serviciul de Combatere a Criminalității Organizate — S.C.C.O.) cu linii de muncă corespondente structurii centrale, corespunzătoare structurilor teritoriale ale DIICOT, DNA și DGA și investighează infracțiunile din competența acestor instituții.
În unele județe (cele în care există Curți de Apel) găsim brigăzi, în altele doar servicii.
Ambele sunt în subordinea IGPR, însă colaborează cu DIICOT, DNA și DGA.
Direcția Operațiuni Speciale (D.O.S.) este o unitate de suport informativ, tactic-operational și tehnico-operativ specializat ce deservește structurile din componența Ministerului Afacerilor Interne - Inspectoratul General al Poliției Române și a Ministerului Public care solicită sprijinul de specialitate în instrumentarea unor cauze complexe în situații operative care necesită o acțiune urgentă sau prezintă grad ridicat de risc.
A fost înființată în anul 2005
și este una dintre instituțiile care pot pune în executare un mandat de supraveghere.
La nivel teritorial, D.O.S. are în componență 14 brigăzi regionale, repartizate după principiul Curților de Apel și 26 de servicii teritoriale în restul județelor țării. D.O.S. urmează să opereze un sistem de 300 de camere video care vor recunoaște și vor monitoriza toate numerele mașinilor care trec prin fața acestor camere.
Serviciul Independent pentru Intervenții și Acțiuni Speciale (S.I.I.A.S.) este unitatea centrală a Poliției Române care gestionează activitatea cunoscută sub conceptul de intervenții și acțiuni speciale, activitate complexă prin natura amenințărilor la care este expusă.
Detașamentul de Intervenții și Acțiuni Speciale (D.I.A.S.) este o structură a Inspectoratului de Poliție Județean Constanța care are datoria de a interveni în situații de criză.
Rolul acestei forțe speciale este de a veni în sprijinul polițiștilor când aceștia sunt depășiți de situație.
A fost înființată la începutul anilor 2000.
Structurile pirotehnice fac parte integrantă din forțele speciale de tipul DIAS-ului.
Direcția de Investigare a Criminalității Economice (D.I.C.E.) funcționează ca unitate specializată în domeniu, asigurând aplicarea unitară a actelor normative în vigoare și având ca obiectiv prioritar prevenirea și combaterea criminalității circumscrise domeniului economico-financiar sub conducerea și controlul procurorilor desemnați, în conformitate cu prevederile legale.

## Critici

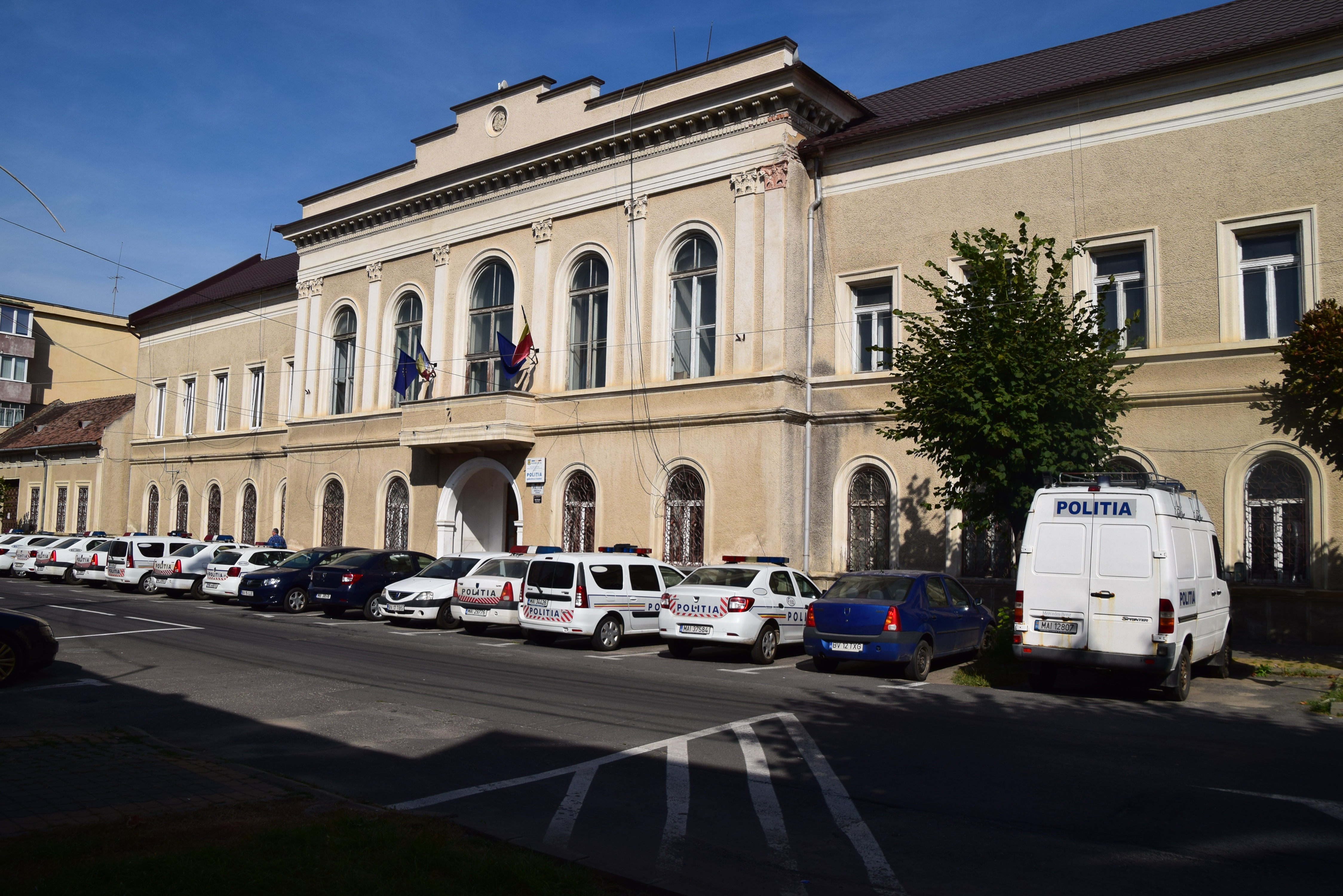
Stația de Poliție Făgăraș

În octombrie 2015, APADOR-CH a dat în judecată IGPR și MAI pe motiv că nu vor să facă publice informațiile privind procedurile de legitimare, amprentare, fotografiere, percheziție corporală și de bagaje și conducere administrativă la secție.

## Conducerea
- Costică Voicu 1996 (?) - 3 martie 1997 [22]
- Pavel Abraham: 3 martie - 6 septembrie 1997
- Nicolae Berechet: 6 noiembrie 1997 - 26 ianuarie 2001[23]
- Florin Sandu:29 ianuarie 2001 ? - 27 noiembrie 2003
- Dumitru Sorescu: 27 noiembrie 2003 - 20 ianuarie 2005[24][25][26]
- Dan Valentin Fătuloiu: 20 ianuarie 2005 - 9 august 2007[25][27][28]
- Gheorghe Popa: 3 octombrie 2007 - 16 octombrie 2008[29][30]
- Petre Tobă: ianuarie 2009 - 23 noiembrie 2010[31]
- Liviu Popa: 23 noiembrie 2010 - 15 mai 2012[32][33][34]
- Petre Tobă: 15 mai 2012 - 10 decembrie 2015[35][36]
- Bogdan Despescu: 10 decembrie 2015[37] - 28.06.2018[38]
- Ioan Buda: 28.06.2018 - 29.07.2019

- Liviu Vasilescu: 29 Iulie 2019[39] -15 Decembrie 2021

- Benone Marian Matei : 15 Decembrie 2021-...

## Echipament

### Vehicule

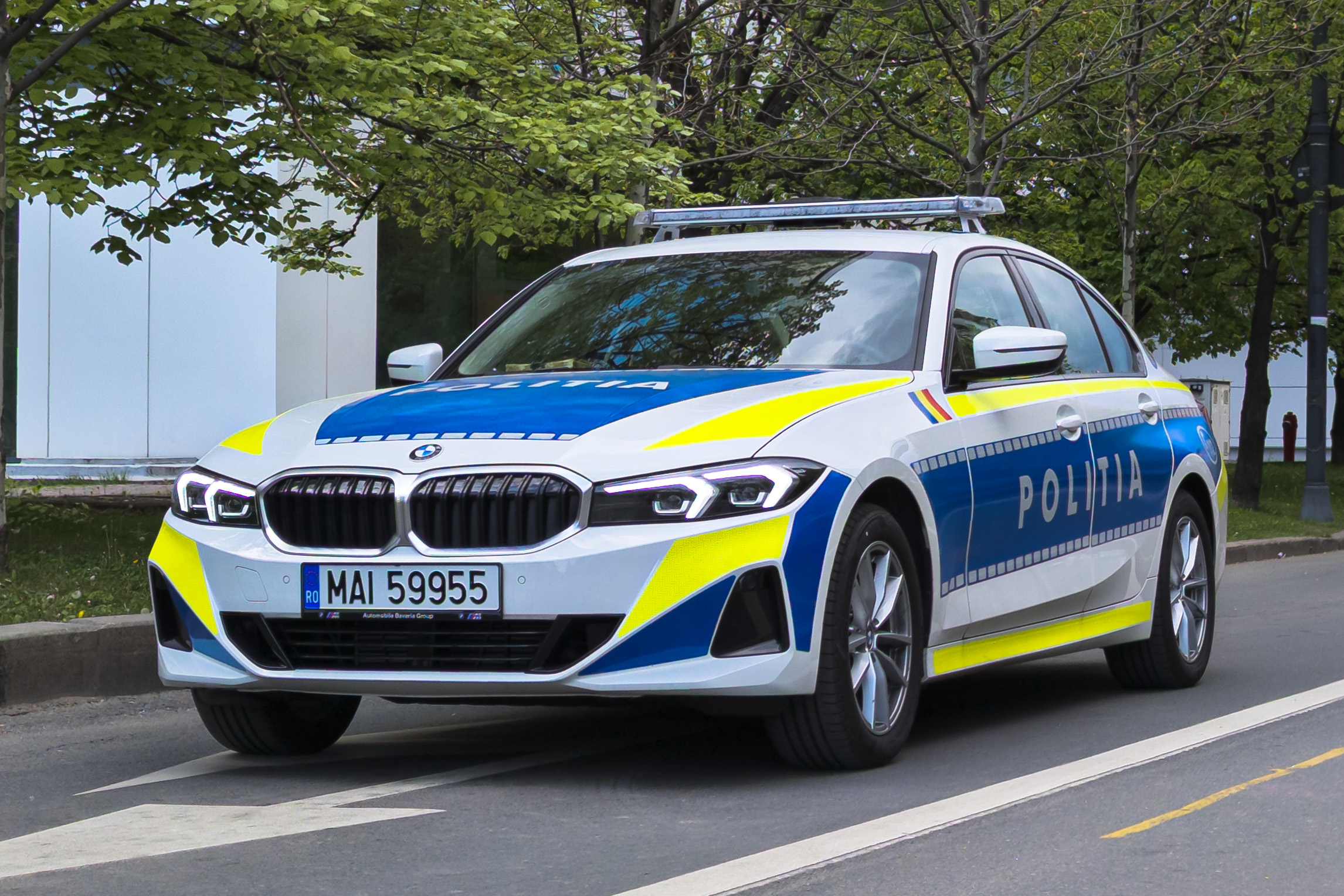
Autovehicul BMW Seria 3 în serviciul Poliției Române

În prezent, parcul auto al Poliției Române este alcătuit în mare parte din autospeciale BMW Seria 3, Dacia Logan, Dacia Duster și Volkswagen Polo, cu Mercedes Vito și Volkswagen Transporter T6 fiind utilizate de forțele speciale și Poliția de Frontieră. Poliția Rutieră are în serviciu și motociclete BMW și autovehicule Alfa Romeo Giulia. 
În 2020, Ministerul Afacerilor Interne a semnat un contract pentru achiziționarea a 6744 de auospeciale Dacia pentru Poliția Română, care să primească o nou model de inscripționare, galben-albastru. Până la finalul anului, 3382 autospeciale Dacia Duster (model 2018), 3360 autospeciale Dacia Logan (model 2017, cel mai recent la data achiziției) și 2 Dacia Dokker au fost livrate, fiind fabricate în fabrica Dacia din Mioveni. Această achiziție marchează prima intrare în dotare la nivel național a unui SUV crossover în structurile poliției. 
În iulie 2022, în urma unei licitații controversate, Inspectoratul General al Poliției Române a finalizat achiziția a 600 de autospeciale BMW Seria 3 320i xDrive Sedan, model 2023. Acestea au un motor ce produce 184 cp (135 kW) și cuplu de 300 Nm, cutie automată cu 8+1 trepte, tracțiune integrală, accelerează de la 0 la 100km/h în 7,7 secunde și ating viteza maximă de 230km/h. Mașinile sunt de culoare albă și sunt modelul Seria 3 G20 LCI. Dotările specifice sunt inscripționarea cu autocolant reflectorizant în noua schemă de culori galben-albastru, rampa luminoasă, acumulatorul suplimentar, o priză suplimentară în portbagaj, un set de cauciucuri de iarnă și garanție extinsă. Prețul fiecărei astfel de autospeciale a fost 33.200€, achiziția fiind cofinanțată de Uniunea Europeană prin Programul Operațional Infrastructură Mare - POIM. Astfel, dintre cele 600 de autovehicule, 300 au fost finanțate de fonduri ale Uniunii Europene, iar 300 au fost finanțate din bugetul de stat.
În martie 2023 a fost livrat primul lot de autospeciale dintre cele achiziționate în 2022, inaugurate cu ocazia evenimentului Zilei Poliției.
În trecut, Poliția Română a primit în folosință, pe bază de contract de comodat, un Seat Leon Cupra de 240 CP pentru patrularea pe Autostrada Soarelui, cel mai puternic model din cadrul Poliției Rutiere. Modelul oferit de Porsche România accelera de la 0 la 100 km/h în doar 6,4 secunde și atingea o viteză maximă de 247 km/h. Autospeciala avea sistem de avertizare optică acustică Federal Signal.
- România: Dacia Logan
- România: Dacia Duster
- Germania: VW Polo
- Germania: BMW Seria 3

### Armament
În 2020 au fost achiziționate aproximativ 20.000 de pistoale Beretta PX4 Storm, ce au intrat treptat în dotarea polițistilor din diverse structuri naționale. Serviciile speciale (S.I.A.S. și S.A.S.) folosesc pistoale Glock și pistoale-mitralieră HK-MP5 (care au înlocuit vechile pistoale-mitralieră de tip AKM).
- România: Carpați Md. 1974[51] - înlocuit de Beretta Px4 Storm
- Italia: Beretta Px4 Storm[52][53][54] - în folosință generală
- Austria: Glock[54] - doar serviciile speciale
- Germania: HK-MP5[50] - doar serviciile speciale

### Software
Poliția Română utilizează Cellbrite UFED pentru expertizele informatice ale dispozitivelor mobile ridicate de la suspecți.  Noile amenințări infracționale au determinat IGPR să achiziționeze și o aplicație care să ajute la analiza tranzacțiilor cu monede virtuale. O altă suită de software utilizată de Poliția Română este din gama recunoașterii faciale.

## Însemne heraldice și drapel

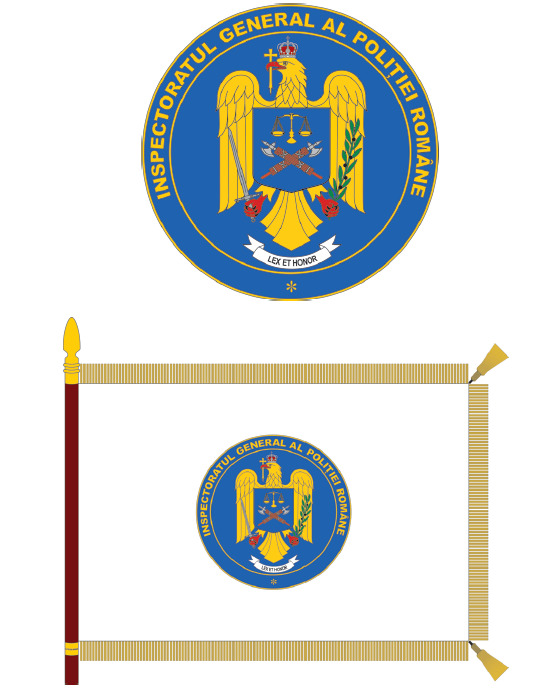
Însemne heraldice și drapel Inspectoratul General al Poliției Române

Conform Ordinului 23 17/02/2020, însemnul heraldic al Inspectoratului General al Poliției Române va păstra în compoziție elemente din stema Ministerului Afacerilor Interne, după cum urmează: pe albastru, o acvilă de aur, cu capul spre dreapta, încoronată, cu ciocul și ghearele roșii, cu aripile deschise, ținând în cioc o cruce ortodoxă de aur, în gheara dreaptă o spadă de argint, în stânga o ramură de măslin verde. Conform anexei nr. 1 la Legea nr. 102/1992 privind stema țării și sigiliul statului, cu modificările ulterioare, pasărea apare încoronată cu o coroană închisă, cu tocă purpurie, formată dintr-un cerc frontal, cu borduri subțiri sus și jos, împodobit, în față, cu o piatră dreptunghiulară culcată, patru pietre romboidale (două la stânga, două la dreapta) și două perle pe flancuri, redate pe jumătate. De la marginea superioară a cercului se ridică opt fleuroane, în formă de vârf de lance, dintre care cinci sunt vizibile, cu primul, al treilea și al cincilea mai mari și decorate, fiecare, cu câte o piatră rectangulară, ornată cu două linii negre orizontale sus și jos și alte două linii verticale pe flancuri, așezată în pal, înconjurată de trei perle mici, poziționate în triunghi, și, în partea inferioară, de o piatră ovală dispusă în pal, cu al doilea și al patrulea mai mici și încărcate, fiecare, cu câte o piatră ovală pe centru și cu o perlă mică deasupra; primele trei fleuroane din față sunt intercalate de două vârfuri ascuțite, terminate cu perle. Din vârfurile fleuroanelor pleacă, în sus, spre mijlocul coroanei, opt lame înguste, dintre care primele cinci din față sunt vizibile, de formă arcuită și ornate cu perle, care se reunesc și se termină la mijloc printr-un glob împodobit cu o centură în formă de fascie, mai îngroșată, din mijlocul căreia se înalță un pal care atinge vârful globului. Globul este surmontat de o cruce recruciată, românească, pe mijlocul căreia broșează crucea Sfântului Andrei, de dimensiuni mai mici; elementele coroanei sunt de argint, cu pietrele rectangulare, romboidale, ovoidale și perlele de culoare albă. Pe pieptul acvilei se află un scut albastru, încărcat în partea superioară cu o balanță de aur cu talgerele în echilibru, iar în cea inferioară cu două securi consulare romane naturale, încrucișate în săritoare. În partea inferioară, sub acvilă, deviza scrisă cu litere negre pe o eșarfă albă: LEX ET HONOR (LEGE ȘI ONOARE). În exergă, între două cercuri liniare aurii, pe fond albastru, legenda scrisă cu litere majuscule, de asemenea, aurii: * INSPECTORATUL GENERAL AL POLIȚIEI ROMÂNE.
Drapelul distinctiv al Inspectoratului General al Poliției Române va avea flamura dreptunghiulară, de culoarea albă, cu lungimea de 135 de centimetri și lățimea de 90 de centimetri și ornamentație identică pe ambele fețe. Compoziția heraldică de mai sus, cu diametrul de 54 de centimetri, se va aplica pe centru, pe avers și pe revers, simetric față de marginile superioară și inferioară, la o distanță de câte 18 centimetri, respectiv stânga și dreapta ale drapelului, la o distanță de câte 40,5 centimetri. Flamura are atașați, pe cele trei laturi libere, franjuri aurii cu lungimea de 5 centimetri, iar în colțurile libere are prinse, cu șnur din fir auriu, două canafuri, de asemenea, aurii, cu lungimea de 12 centimetri. Hampa drapelului este confecționată din lemn tare, uscat, fără noduri, de culoare brună (maro închis), cu diametrul de 3,5 centimetri și cu lungimea de 240 de centimetri. La partea superioară a hampei, în ultimii 70 de centimetri, se face o frezare interioară în care se va introduce vergeaua din metal inoxidabil, pe care se montează drapelul.Vergeaua metalică este fixată în partea inferioară cu un inel de alamă, înalt de 3,2 centimetri, pe care este gravată, cu litere majuscule, denumirea INSPECTORATUL GENERAL AL POLIȚIEI ROMÂNE, iar la partea superioară de un manșon metalic cilindric, cu diametrul exterior de 3,5 centimetri, dotat în partea de sus cu două inele cu lățimea de 4,5 centimetri, grosimea de 0,75 centimetri și distanța dintre ele de 0,75 centimetri. Pe cilindru este montat vârful hampei, sub formă de vârf de lance, cu înălțimea de 12 centimetri, realizat din alamă aurită și plasat peste ultimul inel al cilindrului. La partea inferioară, hampa este prevăzută, pentru protecție, cu un cilindru de alamă, obturat la capătul inferior, având diametrul interior de 3,4 centimetri, cel exterior de 4 centimetri și înălțimea, de asemenea, de 4 centimetri. Semnificația elementelor însumate: a) balanța - echilibru, justiție, echitate - evidențiind în stema de față atributul unității privind supravegherea aplicării legilor; b) securile consulare romane - evocă atribuțiile Ministerului Afacerilor Interne în statul de drept, de garant al ordinii publice.